# Head Bay (St. Margarets Bay)
Head Bay – zatoka (ang. bay) zatoki St. Margarets Bay w kanadyjskiej prowincji Nowa Szkocja, w hrabstwie Halifax, na północ od przylądka Whynachts Point; nazwa Head Bay urzędowo zatwierdzona 6 stycznia 1948, do 5 kwietnia 1961 odnosiła się do akwenu na zachód i południe od przylądka Whynachts Point.